# Kintla Peak
Kintla Peak – szczyt w USA, w stanie Montana (hrabstwie Flathead), położony w północnej części Parku Narodowego Glacier, około 7 km na południe od granicy z Kanadą. Jest to najwyższy pod względem wysokości szczyt łańcucha Livingston Range oraz trzeci pod względem wysokości szczyt parku narodowego, leżący po zachodniej części od wododziału kontynentalnego.
W otoczeniu szczytu znajduje się kilka lodowców, z których największe to Agassis Glacier od południowego wschodu oraz Kintla Glacier od południowego - zachodu.
Nazwa szczytu pochodzi od wyrazu z języka Indian Kootenai w którym słowo kintla oznacza worek.